# Újezd (district d'Olomouc)
Pour les articles homonymes, voir Újezd.
Újezd (en allemand : Augezd) est une commune du district et de la région d'Olomouc, en République tchèque. Sa population s'élevait à 1 497 habitants en 2023.

## Géographie
Újezd se trouve à 4,3 km à l'est d'Uničov, à 19,5 km au nord-nord-ouest d'Olomouc, à 76 km au nord-est de Brno et à 201 km à l'est-sud-est de Prague.
La commune est limitée par Dlouhá Loučka au nord, par Paseka et Mladějovice à l'est, par Hnojice, Žerotín, Strukov et Pňovice au sud, et par Želechovice et Uničov à l'ouest.

## Histoire
La première mention écrite de la localité date de 1320.

## Administration
La commune se compose de trois sections :
- Újezd
- Haukovice
- Rybníček

## Transports
Par la route, Újezd se trouve à 5 km d'Uničov, à 23 km d'Olomouc, à 103 km de Brno et à 237 km de Prague.